# George Looijesteijn
George Looijesteijn (Anna Paulowna, Holanda Septentrional; 17 de diciembre de 1956) es un expiloto de carreras neerlandés, que participó en el Campeonato del Mundo de Motociclismo desde 1978 hasta 1983.

## Biografía
George Looijesteijn procede de una familia de motociclistas. De los ocho hermanos, tres (Harry, Peter y el propio George) participaron en carreras internacionales. George debutaría en el Gran Premio de los Países Bajos de 1978 de 50cc aunque no sería hasta 1981 cuando competiría toda la temporada, acabando décimo en la clasificación general de la cilindrada de 50cc. Su mejor temporada sería en 1983 cuando acabaría quinto en la clasificación general de 50cc y un podio en el Gran Premio de las Naciones.

## Resultados de carrera

### Campeonato del Mundo de Motociclismo

#### Carreras por año
Sistema de puntos desde 1969 a 1987:
| Posición | 1.º | 2.º | 3.º | 4.º | 5.º | 6.º | 7.º | 8.º | 9.º | 10.º |
| Puntos   | 15  | 12  | 10  | 8   | 6   | 5   | 4   | 3   | 2   | 1    |

(Carreras en negrita indica pole position, carreras en cursiva indica vuelta rápida)
| Año  | Cat.  | Equipo          | Moto  | 1     | 2     | 3     | 4       | 5       | 6      | 7       | 8     | 9     | 10    | 11     | 12    | Pts. | Pos. |
| ---- | ----- | --------------- | ----- | ----- | ----- | ----- | ------- | ------- | ------ | ------- | ----- | ----- | ----- | ------ | ----- | ---- | ---- |
| 1978 | 50cc  | Kreidler        |       | ESP - | AUT - |       | NAT -   | NED 17  | BEL -  |         |       |       | GER - | CZE -  | YUG - | 0    | -    |
| 1979 | 50cc  | Kreidler        |       |       | GER - | NAT - | ESP -   | YUG -   | NED 16 | BEL -   |       |       |       |        | FRA - | 0    | -    |
| 1981 | 50cc  | Kreidler        |       |       | GER 5 | NAT 7 | ESP Ret | YUG -   | NED 17 | BEL 6   | RSM 8 |       |       |        | CZE 8 | 21   | 10.º |
| 1982 | 50cc  | Kreidler        |       |       |       | ESP 7 | NAT 11  | NED Ret |        | YUG 10  |       |       |       | SMR 18 | GER 7 | 9    | 13.º |
| 1982 | 125cc | EGA             | ARG - | AUT - | FRA - | ESP - | NAT -   | NED Ret | BEL -  | YUG -   | GBR - | SWE - | FIN - |        | CZE - | 0    | -    |
| 1983 | 50cc  | Kreidler        |       | FRA 6 | NAT 3 | GER 4 | ESP 6   |         | YUG 5  | NED Ret |       |       |       | SMR -  |       | 34   | 5.º  |
| 1983 | 125cc | EGA             |       | FRA - | NAT - | GER - | ESP -   | AUT -   | YUG -  | NED DNQ | BEL - | GBR - | SWE - | SMR -  |       | 0    | -    |
| 1983 | 250cc | Rotax Armstrong | RSA - | FRA - | NAT - | GER - | ESP -   | AUT -   | YUG -  | NED 18  | BEL - | GBR - | SWE - |        |       | 0    | -    |